# لورنگتس
لورنگتس (به لاتین: Loryniec) یک روستا در لهستان است که در گمینا کوشچیژنا واقع شده‌است.
 لورنگتس  ۱۷۲ نفر جمعیت دارد.